# NGC 6211
NGC 6211 ist eine 12,6 mag helle linsenförmige Galaxie mit aktivem Galaxienkern vom Hubble-Typ SB(r)0 im Sternbild Drache am Nordsternhimmel. Sie ist schätzungsweise 238 Millionen Lichtjahre von der Milchstraße entfernt, hat einen Durchmesser von etwa 110.000 Lj und wird als Seyfert-2-Galaxie katalogisiert.
Im selben Himmelsareal befinden sich u. a. die Galaxien NGC 6206 und NGC 6213.
Hier wurde die Ia-Supernova SN 2013cw beobachtet.
Das Objekt wurde am 25. Juni 1887 von Lewis A. Swift entdeckt.